# حزقيال بابلو بونت
حزقيال بابلو بونت (بالإسبانية: Juan de Pablo Bonet)‏ هو مؤلف وقسيس وكاتب إسباني، ولد في 1579 في El Castellar ‏ في إسبانيا، وتوفي في 1633 في إسبانيا.

## وصلات خارجية
- حزقيال بابلو بونت على موقع الموسوعة البريطانية (الإنجليزية)